# Barvica
Barvica, znana tudi kot barvni svinčnik, je priljubljen risarski pripomoček, ki se uporablja tako v umetnosti kot v izobraževalne namene. Srce barvice predstavlja pigmentirano jedro, obdano z leseno ohišje, ki omogoča enostavno uporabo in držanje. Za razliko od tradicionalnih grafitnih svinčnikov, ki vsebujejo grafitno jedro za risanje sivih tonov, barvice vsebujejo jedra na osnovi voska ali olja, ki so obogatena z barvnimi pigmenti. Ti pigmenti določajo barvo sledi, ki jo barvica pušča na papirju.
Sestava jedra barvice je ključna za njene risarske lastnosti. Voskasta ali oljna baza omogoča gladko drsenje po papirju in enostavno mešanje barv. Pigmenti dajejo barvice intenzivne in žive barve, aditivi pa lahko izboljšajo stabilnost, obstojnost barve in omogočijo dodatne učinke, kot so sijaj ali mat izgled. Vezivne snovi povezujejo pigment in bazo, kar zagotavlja enakomerno nanašanje barve in dobro oprijemljivost na papir.
Barvice so na voljo v širokem spektru barv, kar umetnikom omogoča bogato paleto odtenkov za izražanje kreativnosti. Razlikujejo se tudi po trdoti jedra, kar vpliva na intenzivnost in pokrivnost barve. Mehkejša jedra omogočajo močnejšo barvno intenzivnost in lažje mešanje barv, medtem ko trša jedra nudijo večjo natančnost in so idealna za detajlno delo.

Barvice so priljubljene pri otrocih zaradi enostavne uporabe in pri odraslih, ki se ukvarjajo z umetniškim ustvarjanjem, zaradi njihove vsestranskosti in sposobnosti ustvarjanja raznolikih umetniških del, od preprostih skic do kompleksnih ilustracij in portretov. Zaradi svoje praktičnosti in ekološke narave - saj so običajno izdelane iz obnovljivih virov lesa - predstavljajo tudi okolju prijazno izbiro za risanje in barvanje.